# The Pink Panther Theme
"The Pink Panther Theme" és una composició instrumental de Henry Mancini escrita com a tema musical per a la pel·lícula de 1963 La Pantera Rosa i posteriorment nominada al premi a l'Acadèmia a la millor música original als Premis Oscar de 1964, que va perdre davant la música dels Sherman Brothers per a Mary Poppins. El personatge de dibuixos homònims creat per a David DePatie i Friz Freleng va ser animat per a sincronitzar-se amb la música. El solo de saxo tenor va ser interpretat per Plas Johnson.

## Visió general
La cançó es va incloure al disc de la banda sonora de la pel·lícula i es va publicar com a single (als Estats Units) el 1964; el single va aconseguir el Top 10 en els rànking dels EUA Billboard adult contemporany i va guanyar tres premis Grammy.
En els crèdits d'obertura de totes les filmacions de la sèrie de la Pantera Rosa van aparèixer diversos enregistraments de la composició, excepte A Shot in the Dark i a L'inspector Clouseau. També s'ha utilitzat en gran quantitat d'obres en què apareix la Pantera Rosa animada.
"The Pink Panther Theme", composta en clau de mi menor, és inusual per a l'ús extensiu del cromatisme de Mancini.
A la seva autobiografia Did They Mention the Music? Mancini va parlar de com va compondre el tema musical: 
| « | (anglès) I told [the animators] that I would give them a tempo they could animate to, so that any time there were striking motions, someone getting hit, I could score to it. [The animators] finished the sequence and I looked at it. All the accents in the music were timed to actions on the screen. I had a specific saxophone player in mind–Plas Johnson. I nearly always precast my players and write for them and around them, and Plas had the sound and the style I wanted. | (català) Vaig dir [als animadors] que els donaria un ritme que podrien animar, de manera que en qualsevol moment hi haguessin moviments impressionants, algú sent colpejat, podria musicar-ho. [Els animadors] van acabar la seqüència i la vaig mirar. Tots els accents de la música es van sincronitzar en accions a la pantalla. Tenia al cap un intèrpret de saxofon específic: Plas Johnson. Gairebé sempre pre-escollia els meus jugadors i escrivia per a ells i al seu voltant, i Plas tenia el so i l'estil que volia. | » |
| — Henry Mancini, Did They Mention the Music? de Henry Mancini i Gene Lees, publicat per Contemporary Books, Inc., 1989, pàgina 141 | | |   |

## Personal
- Ronny Lang, Ted Nash, Plas Johnson, Gene Cipriano, Harry Klee - saxofons
- Conrad Gozzo, Pete Candoli, Frank Beach, Ray Triscari - trompetes
- Dick Nash, Lloyd Ulyate, Jimmy Priddy, Lew McCreary - trombons
- Howard Roberts, Bob Bain - guitarres
- Larry Bunker - vibracions i percussió
- Jimmy Rowles - piano
- Red Mitchell - baix
- Shelly Manne - bateria
- Carl Fortina - acordió

## Altres versions
Del 1976 al 1991, el tema també va servir com a música de pensament per a Safe Crackers, un joc de preus presentat al programa americà The Price Is Right.
A la pel·lícula de 1978 La venjança de la Pantera Rosa, el tema i bona part de la banda sonora d'aquesta entrada de la sèrie provenen força del so de la discoteca de finals dels anys 70. El tema en si va ser reelaborat per incloure una línia més baixa, un piano elèctric i un sol de guitarra. Un tractament similar es va donar a La maledicció de la Pantera Rosa de 1983, on tenia instruments més sintetitzats.
El tema es va utilitzar en la versió en directe de John McLaughlin i Al Di Meola de Short Tales of the Black Forest de Chick Corea, de l'àlbum de 1981 Friday Night a San Francisco.
A la pel·lícula de 1993, El fill de la Pantera Rosa, el tema va ser reordenat i interpretat per Bobby McFerrin en els títols inicials. Aquesta versió va ser única en ser l'única que es va interpretar a cappella. Els crèdits presentaven el tema en l'estil tradicional, similar a la seva aparició a La Pantera Rosa torna, amb una línia de baix del teclat elèctric.
El primer episodi de la sèrie d'anime Idol Defense Force Hummingbird fa ús d'una versió del tema en una escena on dos periodistes es colen al dormitori dels protagonistes Satsuki i Yayoi Toreishi per a una primícia.
Les actrius Drew Barrymore, Lucy Liu i Cameron Diaz i The Pussycat Dolls van ballar el tema a la pel·lícula Els àngels de Charlie: Al límit.
Christophe Beck va arranjar la música per al reinici del 2006, així com la seva seqüela, The Pink Panther 2. Paul Oakenfold va remesclar el tema per a la pel·lícula de 2006.
El 2007, el saxofonista Dave Koz va gravar una versió per al seu àlbum At the Movies.
El tema va ser presentat a la pel·lícula Digue'm Peter (2004).